# یک نقشه ساده
یک نقشهٔ ساده (انگلیسی: A Simple Plan) یک فیلم نئونوآر جنایی و دلهره‌آور به کارگردانی سام ریمی محصول سال ۱۹۹۸ است. فیلم که اقتباسی از رمانی به همین نام اثر اسکات اسمیت است، ماجرای سه نفر را دنبال می‌کند که پول فراوانی در یک هواپیمای سقوط‌کرده پیدا می‌کنند.
نقش‌های اصلی یک نقشهٔ ساده را بیل پاکستون، بیلی باب تورنتون و بریجیت فوندا ایفا می‌کنند و موسیقی فیلم کاری از دنی الفمن است.

## بازیگران
- بیل پاکستون
- بیلی باب تورنتون
- بریجیت فوندا
- گری کول
- بکی آن بیکر
- برنت بریسکو

## جوایز
این فیلم کاندیدای ۲ اسکار (کاندیدای اسکار بهترین فیلم‌نامه اقتباسی-کاندیدای اسکار بهترین بازیگر نقش مکمل مرد) در سال ۱۹۹۹ شد.